# Michigan: Report from Hell
Michigan: Report from Hell è un survival horror creato dalla Grasshopper Manufacture e pubblicato dalla Spike in Giappone e da 505 games in Europa nel 2004.

## Trama
Nel gioco vestiremo i panni di un operatore di ripresa che è stato inviato assieme alla sua troupe nella città di Chicago, sulle sponde del Lago Michigan, per fare un servizio su una misteriosa coltre di nebbia che avvolge la zona. Ben presto si scoprirà che la nebbia è il risultato di un esperimento fuori controllo condotto dal governo americano assieme ad una potente corporation per la creazione di un'arma biologica dalle capacità spaventose.

## Modalità di gioco
Lo scopo finale del videogioco e di riuscire a filmare con la propria cinepresa qualsiasi avvenimento particolare ci capiti di osservare. Proprio per questo, l'intera avventura sarà seguita in prima persona attraverso la lente macchina da presa. In base agli avvenimenti che filmeremo con la nostra videocamera la trama subirà dei cambiamenti radicali. Infatti, le immagini che riprenderemo saranno etichettate nelle tre categorie suspense, erotica e immorale. La categoria suspense include le riprese di ottima fattura informativa, le immagini della categoria erotica racchiudono riprese ad alto contenuto sessuale mentre le immagini immorali sono state eseguite in momenti in cui sarebbe stato meglio abbandonare la cinepresa per prestare soccorso a gente in difficoltà. La sovrabbondanza di un certo tipo di riprese, unita alla sopravvivenza o meno delle giornaliste della nostra troupe saranno determinanti per lo svolgimento della storia.
Il cameramen, indicando vari oggetti, porterà le varie reporter ad interagirvi. Se attaccato da un mostro, potrà tentare di spingerlo indietro con uno spintone.

## Accoglienza
Il gioco, nelle prime impressioni dei recensori, poteva avere molte potenzialità per il gameplay che si discostava dalle consuete meccaniche dei survival horror, ma alla fine il commento generale è stato deludente a causa di una grafica e di un sonoro realizzati con poca cura e di una limitata interazione con l'ambiente di gioco. L'aspetto più apprezzato è invece l'ambientazione. La rivista Play Generation lo classificò come il quarto miglior titolo sci-fi più terrorizzante tra quelli disponibili su PlayStation 2.